# Xochimilcas
Los xochimilcas, nativos mesoamericanos, se asentaron en Cuahilama (o Cuailama), en los alrededores de Santa Cruz Acalpixca, y fundaron su ciudad en 919 d. C. Poco a poco se extendieron y ocuparon otros terrenos.
Se dedicaban principalmente a la agricultura y cultivaban en chinampas, método agrícola que se ha transmitido de generación en generación desde el México prehispánico hasta la actualidad. Cultivaban maíz, frijol, chile y calabaza, entre otros vegetales, y gran variedad de flores.
Desde el año 1376 estuvieron en guerra permanentemente con los aztecas (o mexicas), que finalmente los conquistaron en el año 1430.